# Richard fitzUrse
Richard fitzUrse (... – tra il 1158 e il 1166) è stato un nobile anglonormanno e barone feudale del villaggio di Bulwick, nel Northamptonshire.

## Biografia
Si crede sia stato figlio di Richard fitzUrse, sposato con la vedova di Richard Ingaine. Inoltre, è possibile sia stato il nipote di Urso de Berseres. Ulteriori fonti affermano invece che suo padre fosse Urse, il quale amministrava la centena di Corby, situata nella contea di Northamptonshire.
Nell’anno 1130, Richard fu al comando dell’onore di Bulwick in Northamptonshire, ovvero divenne il primo barone feudale di Bulwick. Durante la guerra di successione inglese tra il re Stephan d’Inghilterra e l’imperatrice Matilda, sua cugina, Richard decise di sostenere il Re Stephen d’Inghilterra. Richard testimoniò l'emissione della Carta di Stephen, avvenuta prima della battaglia di Lincoln (1114). Lui e il re Stephen vennero poi catturati durante la battaglia.
Attraverso il suo matrimonio con Matilda, la figlia di Baldwin de Boulers e Sybil de Falaise, acquisì il monastero di Worspring e la chiesa di Williton, nella contea di Somerset. Dal matrimonio nacquero tre figli, ovvero il figlio Reginaldo e le due figlie Margery e Mabel. Margery si sposò due volte, ovvero prima con Richard Engaine e successivamente con Geoffrey Brito. Mabel divenne madre di Roger Gernet.
La morte di Richard viene datata tra l'anno 1158 e l'anno 1166. Reginaldo divenne suo erede e verrà ricordato come una delle quattro persone che uccisero l'arcivescovo Thomas Becket.